# Silver Summit
Silver Summit est une census-designated place du comté de Summit, dans l'État de l'Utah, aux États-Unis. En 2020, elle compte une population de 1 694 habitants.